# Rošci
Rošci (en serbe cyrillique : Рошци) est un village de Serbie situé sur le territoire de la Ville de Čačak, district de Moravica. Au recensement de 2011, il comptait 392 habitants.

## Démographie

### Évolution historique de la population
| 1948  | 1953  | 1961  | 1971 | 1981 | 1991 | 2002 | 2011 |
| ----- | ----- | ----- | ---- | ---- | ---- | ---- | ---- |
| 1 452 | 1 158 | 1 066 | 859  | 687  | 587  | 489  | 392  |

|  |